# 以色列—烏克蘭關係

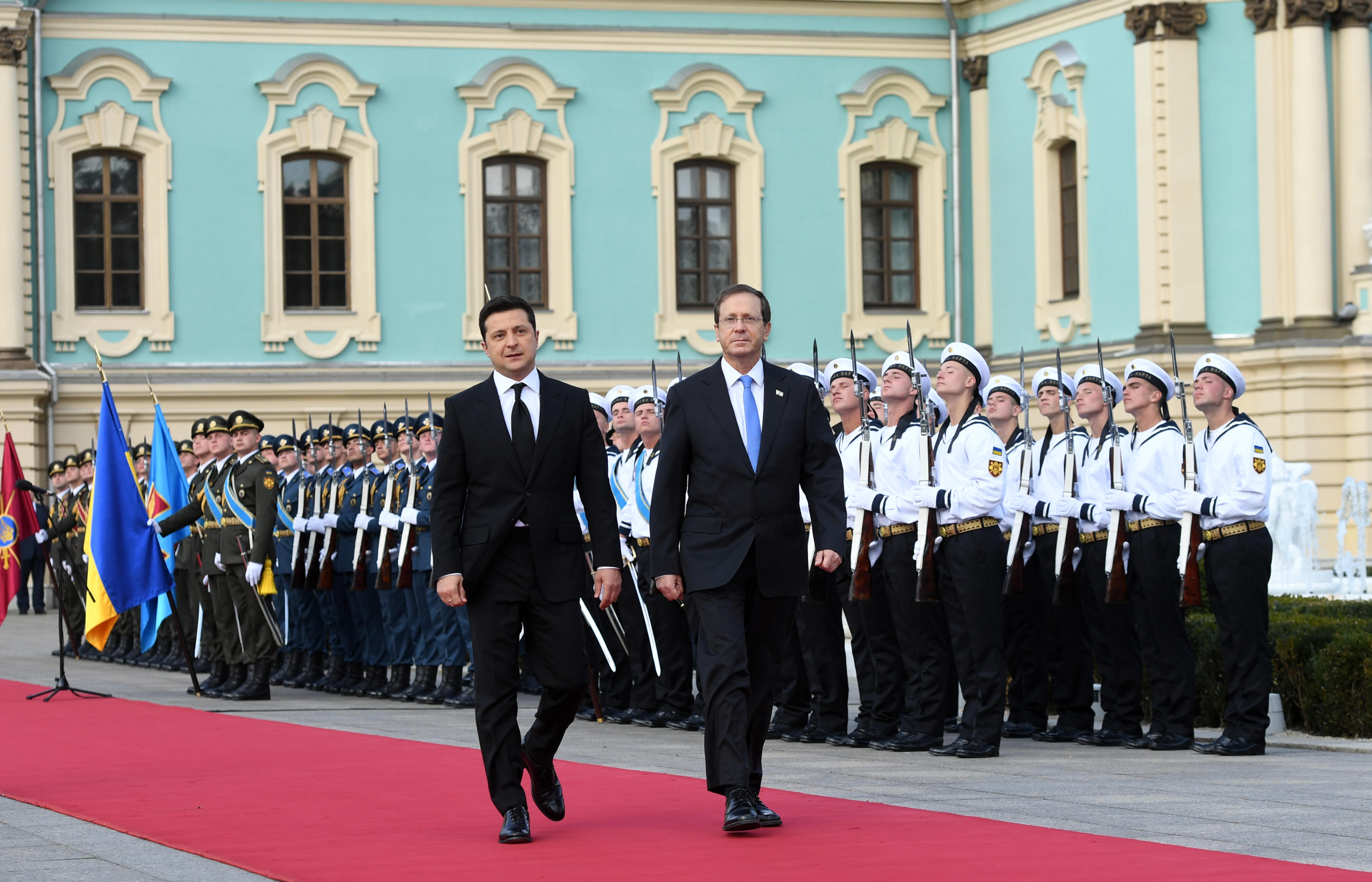
2021年10月，艾薩克·赫爾佐格訪問烏克蘭。

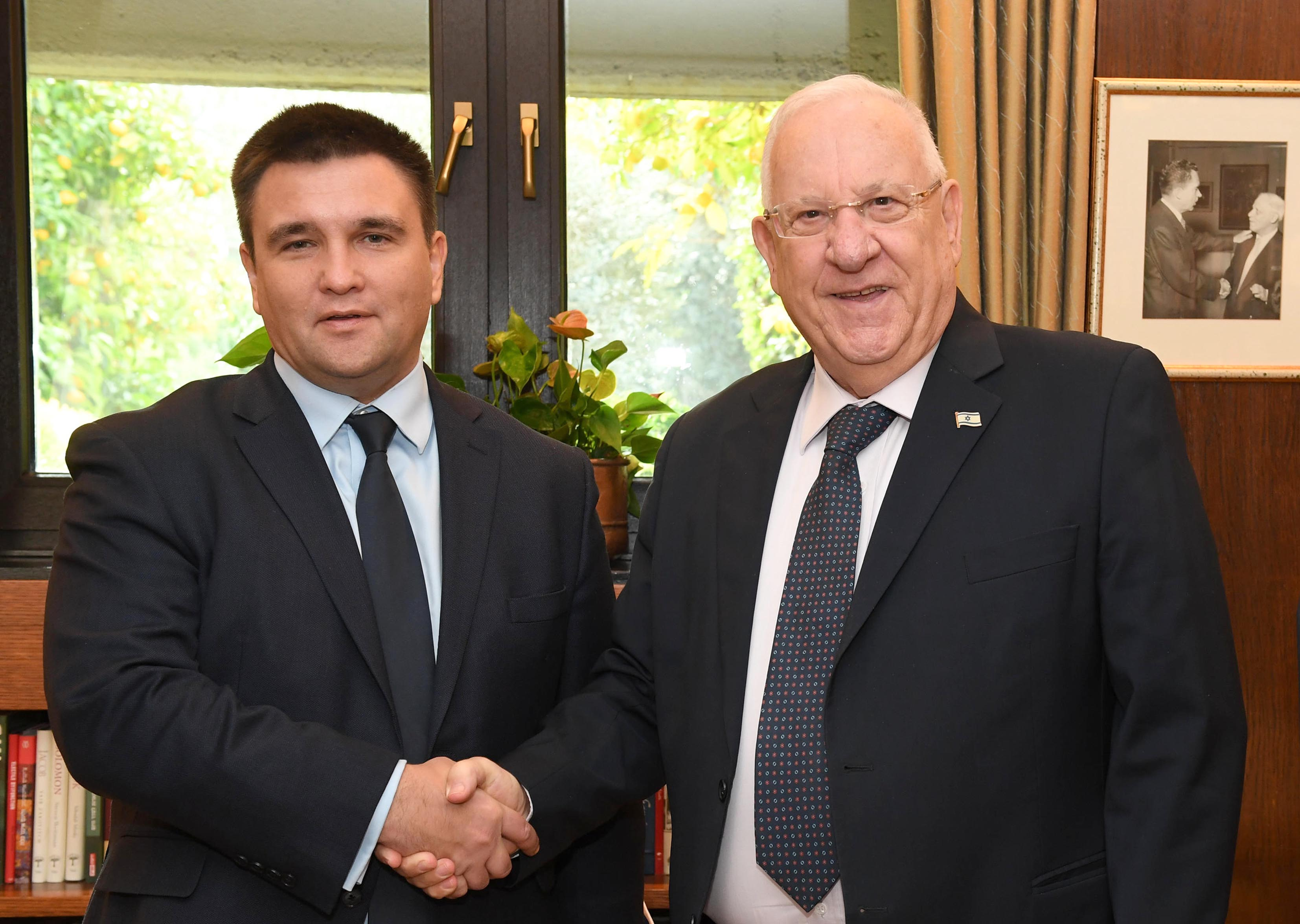
以色列總統魯文·里夫林與烏克蘭代表帕夫洛·科利姆金會面。

以色列－烏克蘭關係，簡稱以烏關係，是以色列和烏克蘭之間的外交關係。 
以色列於1949年5月11日承認對方為烏克蘭蘇維埃社會主義共和國，並於1991年12月26日蘇聯解體後，烏克蘭成為一個獨立國家，雙方建立了外交關係。以色列在基輔設有大使館。烏克蘭在特拉維夫設有大使館，在海法設有總領事館。超過500,000名烏克蘭裔猶太人在以色列定居，構成了該國最大的外國社群。
烏克蘭也是除以色列外第一個同時擁有猶太裔總統和總理的國家。

## 歷史

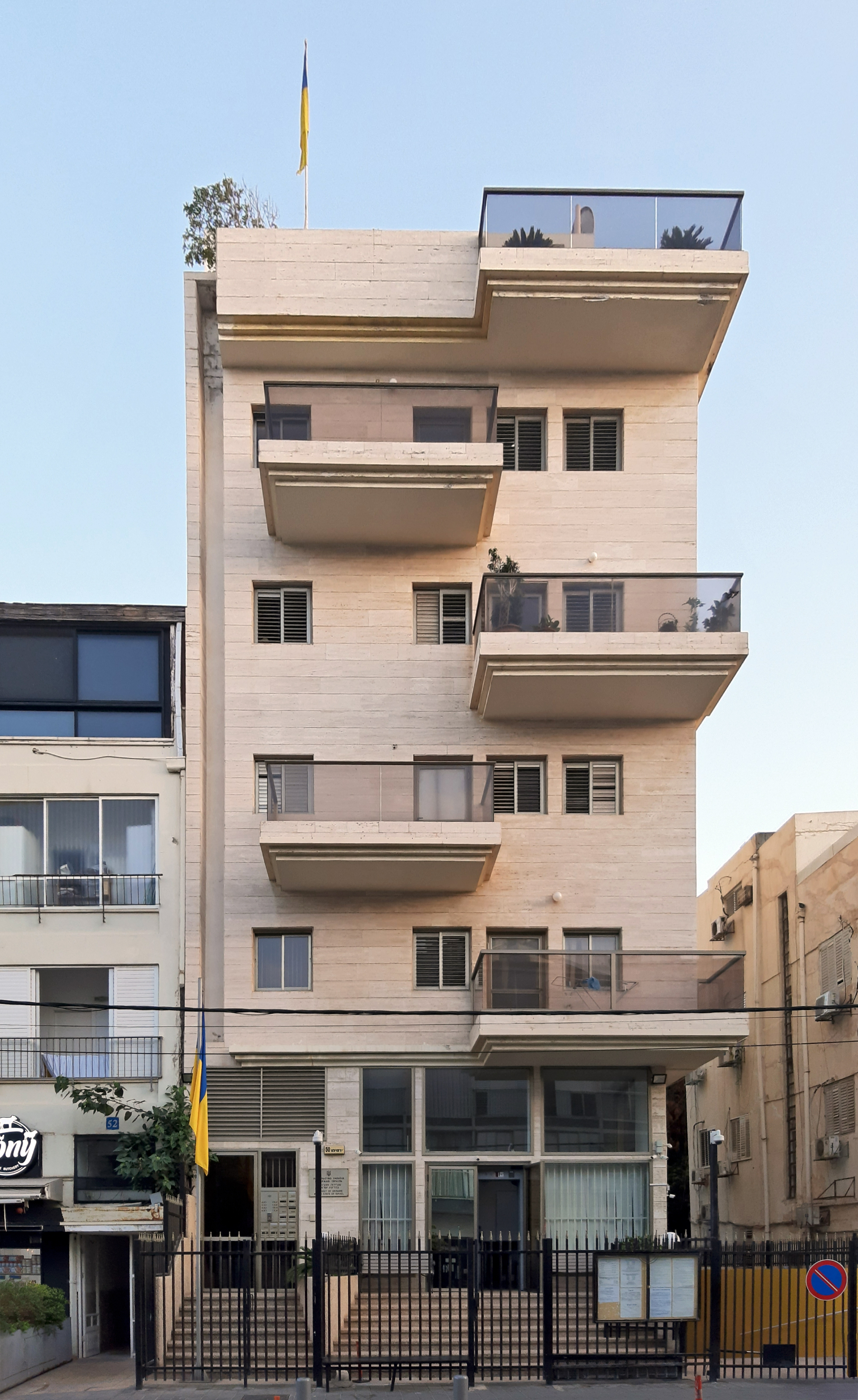
烏克蘭位於特拉維夫駐以大使館

作為前蘇聯加盟國的烏克蘭基於一國三席，曾經在聯合國大會181號決議，即聯合國巴勒斯坦託管地分割方案，投票支持巴勒斯坦托管地分別成立猶太國家和阿拉伯國家的33個國家之一。後來，蘇聯在六日戰爭後與以色列斷交，並於1991年恢復外交關係，獨立後烏克蘭與以色列建立外交關係。
二戰期間烏克蘭首都基輔曾經被納粹德國佔領，納粹德國在基輔西北的峽谷——巴比亞爾，屠殺超過五萬名猶太人。以色列與利沃夫市政府和地區管理局合作，為猶太人和以色列人制定了一項特殊的旅遊計劃，包括參觀猶太紀念遺址和建築，並希伯來語導遊運營。
2010年7月，兩國外交部長簽署了以色列和烏克蘭之間的免簽證協議。 該協議於2011年2月9日生效，烏克蘭人和以色列人可以進入，通過或留在烏克蘭或以色列，而無需申請獲得90天的簽證。2016年9月烏克蘭總統彼得·波羅申科表示，這種免簽證制度使兩國之間的旅遊流量增加了十倍。 2014年11月，烏克蘭企業家和公眾人物奧列格·維什尼亞科夫被任命為以色列駐烏克蘭西部的名譽領事。 2015年5月，他被任命為以色列駐利沃夫名譽領事。
2015年5月，烏克蘭國際航空公司開通了每週兩班利沃夫-特拉維夫-利沃夫直飛航班。 以色列政府表示，由於工人罷工，它在2014年沒有投票支持烏克蘭反對俄羅斯的侵略。
2016年12月，烏克蘭作為聯合國安理會非常任理事國投票贊成第2334號決議，該決議批評了以色列在約旦河西岸領土上的定居政策。烏克蘭外交部認為該第2334號決議的內容今平，內容亦敦促巴勒斯坦方面採取措施打擊恐怖主義，烏克蘭駐聯合國大使沃洛季米爾·葉利琴科將以色列在約旦河西岸的定居點與俄羅斯對克里米亞的佔領進行了比較。 作為回應，以色列取消了烏克蘭總理對以色列的訪問計劃。
有超過500,000名烏克蘭人居住在以色列，是該國最大的外國社群。 與此同時，烏克蘭擁有世界上最大的猶太社群之一，至少有70,000人。

### 2022年俄羅斯入侵烏克蘭

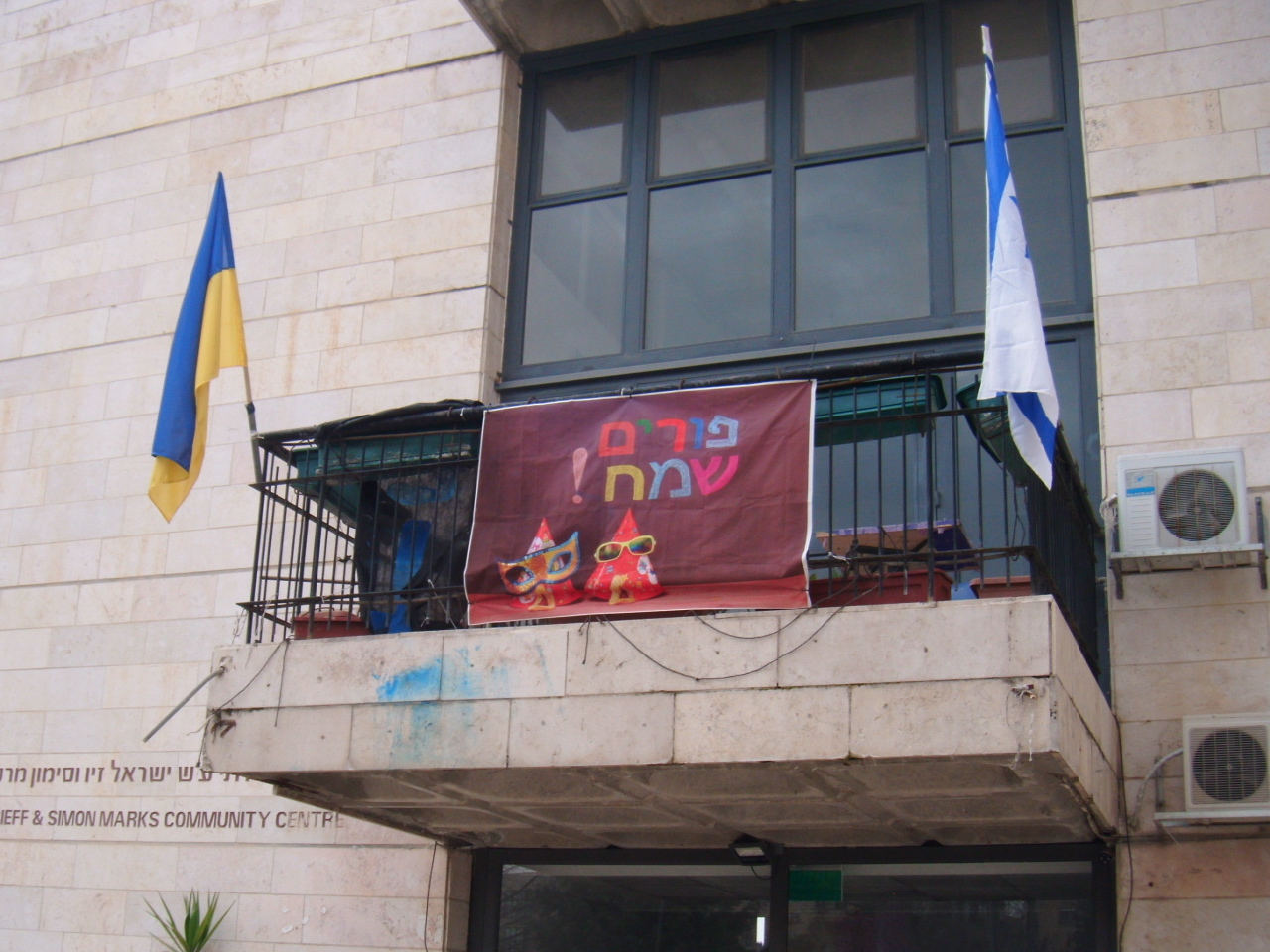
2022年俄羅斯入侵烏克蘭後，耶路撒冷社區中心的烏克蘭和以色列國旗

2022年2月，以色列外交部長亞伊爾·拉皮德和以色列總理納夫塔利·貝內特在俄羅斯入侵烏克蘭後表示支持烏克蘭。即使在入侵後期，拉皮德並沒有譴責俄羅斯，但以色列總理表示支持烏克蘭，稱「我們的心與平民在一起，他們沒有做錯任何事但被推入這種情況」，並向烏克蘭人提供人道主義援助，以及幫助想要離開烏克蘭的猶太人。  由於俄羅斯在敘利亞的存在，班納特猶豫不決，不願指責俄羅斯，只表示，將繼續定期討論和評估局勢，以評估以色列未來的後果。2022年2月23日，即入侵發生的前一天，拉皮德曾表示以色列將支持領土完整和主權。
據烏克蘭駐以色列特使稱，2022年2月25日，烏克蘭總統弗拉基米爾·澤倫斯基要求以色列總理納夫塔利·貝內特協助調解 2022年3月5日，貝內特到訪莫斯科，並與普京就烏克蘭局勢舉行了三個小時的會晤，之後貝內特以電話方式與澤倫斯基交談，其後飛往德國與總理奧拉夫·肖爾茨會面。 據以色列消息人士稱，貝內特在克里姆林宮進行的討論中，包括猶太社區捲入烏克蘭衝突等重要議題。
2022年3月11日，烏克蘭大使敦促以色列通過制裁莫斯科，並收容更多的烏克蘭難民和提供軍事武器來增加對烏克蘭的支持。
2022年3月20日，烏克蘭總統弗拉基米爾·澤倫斯基在烏克蘭國會中譴責以色列，並詢問為什麼沒有提供導彈防禦系統或譴責俄羅斯的入侵。 以色列外交部長亞伊爾·拉皮德在一份聲明中回應，以色列將繼續「盡可能地」幫助烏克蘭人民。 以色列向烏克蘭派遣了一家野戰醫院和其他人道主義援助。

## 經濟關係
2012年，兩國之間的雙邊貿易額為13億美元，比2011年增長了49.1%。 

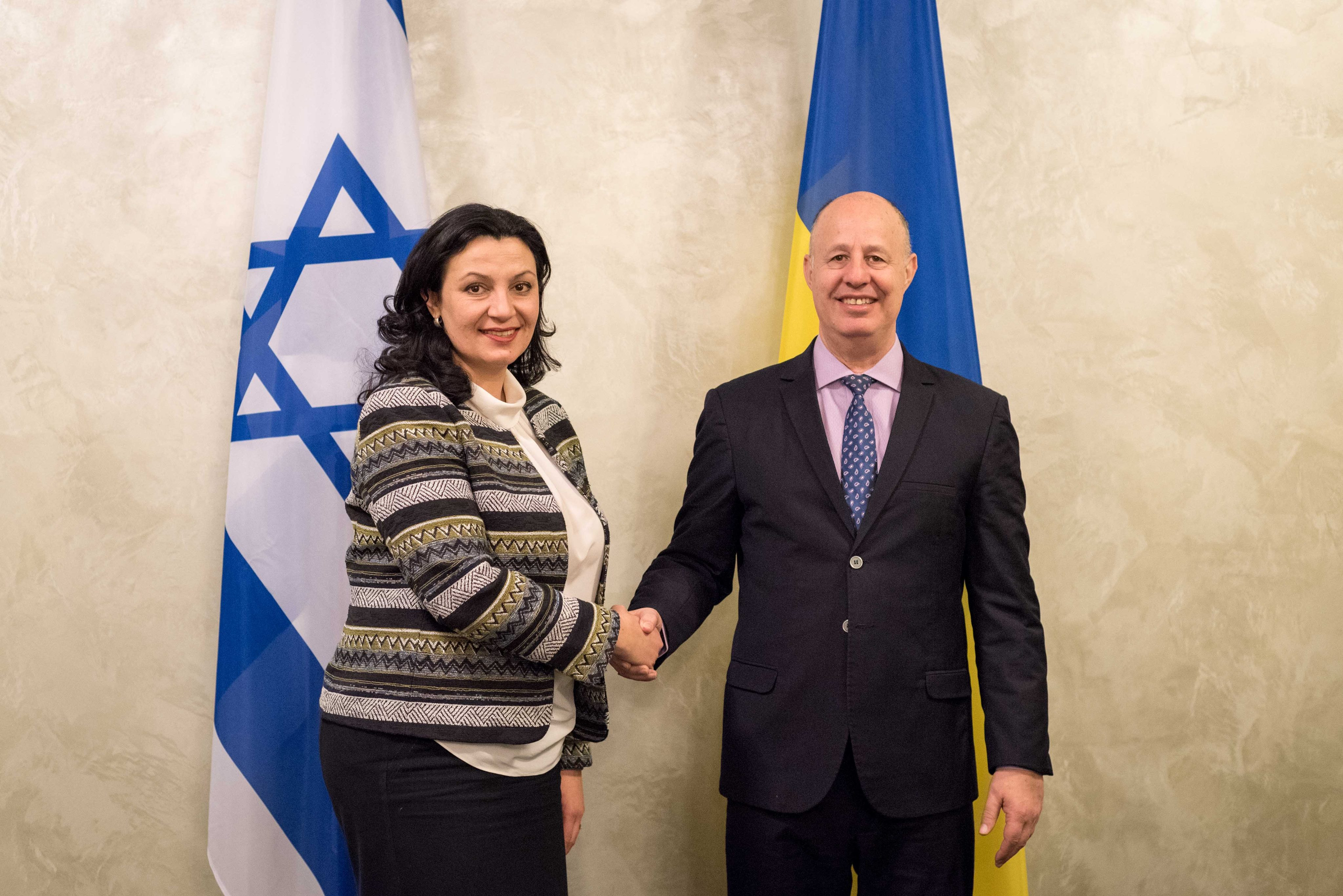
烏克蘭副總理Ivanna Klympush-Tsintsadze與以色列國區域合作部長Tzachi Hanegbi會面

以色列對外貿易管理局在基輔設有經濟貿易代表團。 其主要目標是通過幫助以色列工業在烏克蘭市場擴張，支持個人出口商在烏克蘭的營銷活動，吸引投資和擴大與烏克蘭的戰略合作，提高烏克蘭對以色列工業和經濟的瞭解，並幫助解決在以色列公司出現的問題來促進貿易和出口。 
以色列駐烏克蘭西部的名譽領事奧列格·維什尼亞科夫亦成立了一個烏克蘭-以色列貿易和經濟合作委員會，以及一個經濟商業論壇，該論壇於2015年11月在基輔開展。 烏克蘭和以色列工業和貿易領域的主要開發商正在參與該計劃。
多年來，烏克蘭一直是以色列的主要小麥供應國，佔該國小麥出口量的近一半。 截至2022年，以色列進口玉米和玉米製品，大麥，油菜籽和大豆。 對以色列的農產品出口每年超過4億美元。

## 國事訪問
2015年12月22日，烏克蘭總統彼得·波羅申科對以色列進行了國事訪問，會見了以色列總統魯文·里夫林和總理本雅明·內塔尼亞胡，並在以色列議會發表講話。 里夫林其後於2016年9月訪問了烏克蘭。
2021年，以色列總統艾薩克·赫爾佐格對烏克蘭進行了國事訪問。 在訪問期間，赫爾佐格與烏克蘭總統弗拉基米爾·澤倫斯基和德國總統弗蘭克-瓦爾特·施泰因邁爾一同出席了1941年9月納粹德國在基輔附近的一個峽谷屠殺超過50,000名猶太人80週年紀念活動，並為巴賓亞爾受害者紀念碑的舉行落成典禮。

## 著名事件
- 西伯利亞航空1812號班機 - 烏克蘭意外襲擊一架從特拉維夫起飛的民用飛機

## 更多
- 以色列外交
- 烏克蘭外交
- 烏克蘭猶太人歷史
- Yurii Latysh. Israel and the Russian invasion of Ukraine （页面存档备份，存于）

## 外部鏈接
- 以色列駐基輔大使館 （页面存档备份，存于）
- 烏克蘭駐特拉維夫大使館（網站新版本） （页面存档备份，存于）
- 烏克蘭駐特拉維夫大使館（舊版網站） （页面存档备份，存于）
- 以色列駐烏克蘭西部名譽領事館網站 （页面存档备份，存于）